# West Point (Californië)
West Point is een plaats in Calaveras County in Californië in de VS.

## Geografie
De totale oppervlakte bedraagt 9,7 km² (3,7 mijl²), wat allemaal land is.

## Demografie
Volgens de census van 2000 bedroeg de bevolkingsdichtheid 77,0/km² (199,4/mijl²) en bedroeg het totale bevolkingsaantal 746 als volgt onderverdeeld naar etniciteit:
- 82,04% blanken
- 1,21% zwarten of Afrikaanse Amerikanen
- 8,18% inheemse Amerikanen
- 0,67% Aziaten
- 2,82% andere
- 5,09% twee of meer rassen
- 8,04% Spaans of Latino

Er waren 305 gezinnen en 203 families in West Point. De gemiddelde gezinsgrootte bedroeg 2,43.

## Plaatsen in de nabije omgeving
De onderstaande figuur toont nabijgelegen plaatsen in een straal van 32 km rond West Point.